# Neama Mohamed
Neama Mohamed Rashad (* 1977) ist eine ehemalige ägyptische Fußballschiedsrichterin.
Ab 2004 stand sie auf der Liste der FIFA-Schiedsrichter und leitete internationale Fußballspiele.
Bei der Afrikameisterschaft 2012 in Äquatorialguinea pfiff Mohamed ein Spiel in der Gruppenphase.